# Zdołbica (rejon zdołbunowski)
Zdołbica (ukr. Здовбиця) – wieś na Ukrainie w rejonie zdołbunowskim, obwodu rówieńskiego.